# Karol Kuzmány

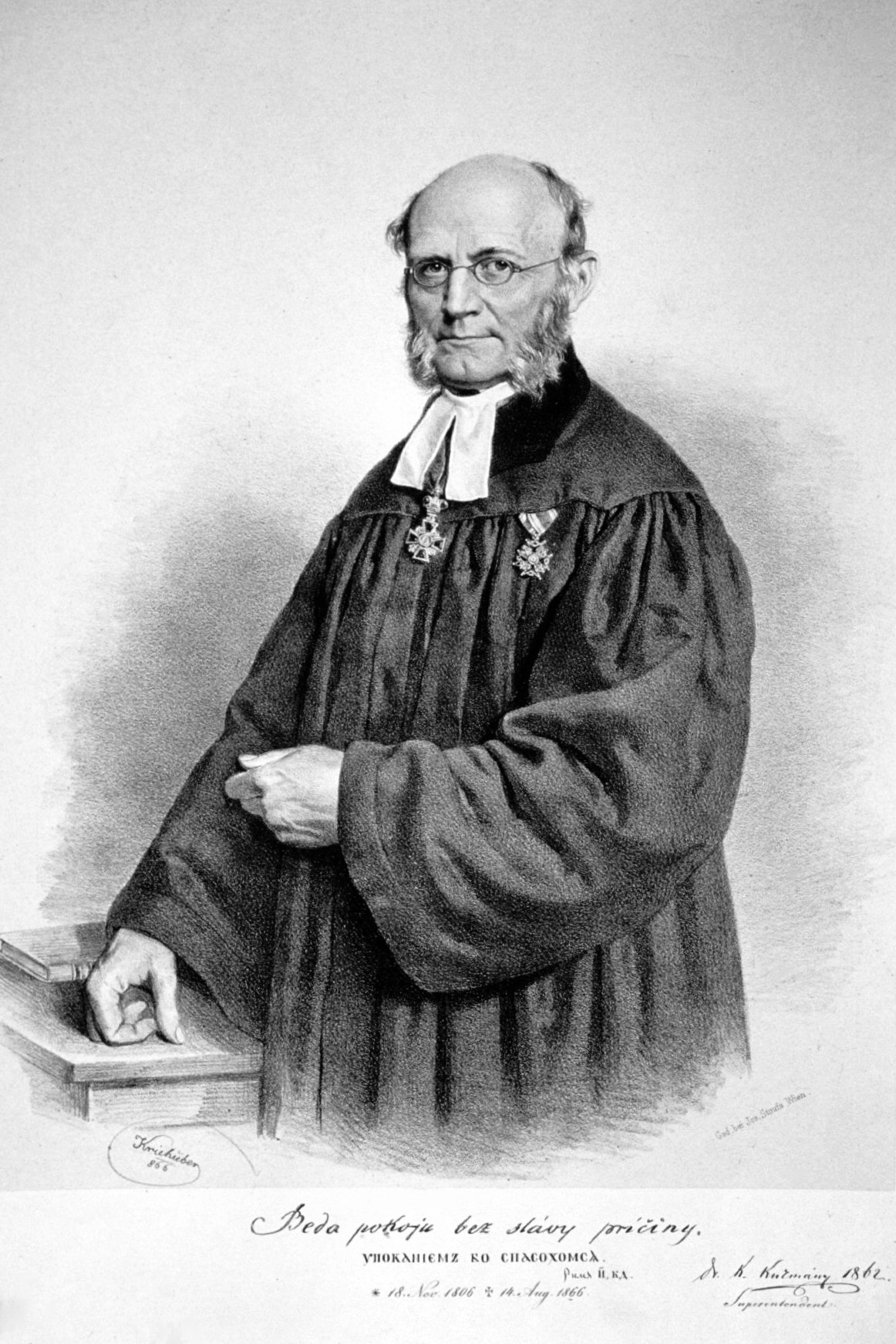
Karl Kuzmany, Lithographie von Josef Kriehuber, 1866

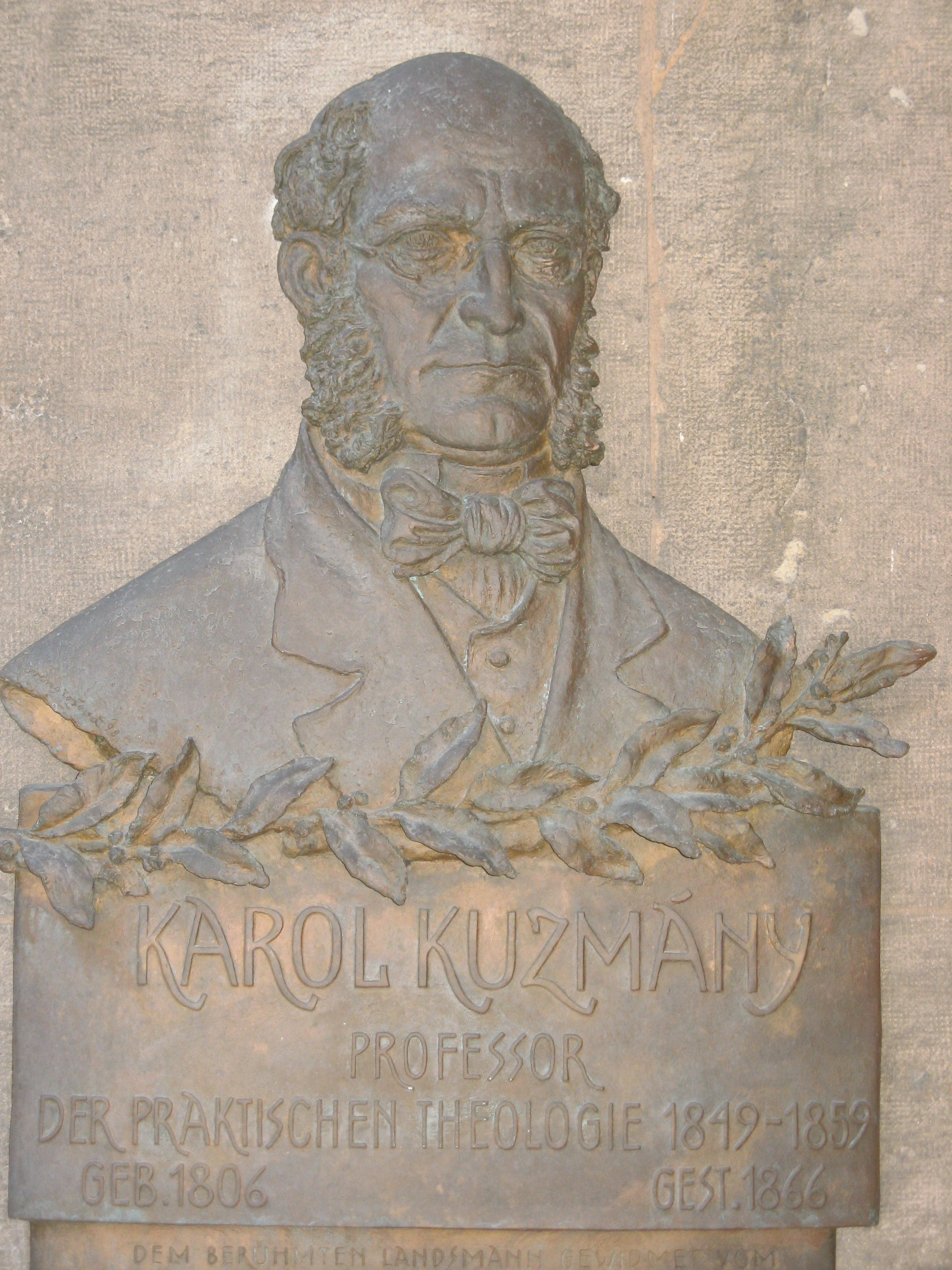
Karol Kuzmány (Universität Wien)

Karol Kuzmány (* 16. November 1806 in Briesen, Königreich Ungarn; † 14. August 1866 in Bad Stuben, Königreich Ungarn) war ein slowakischer Schriftsteller und evangelischer Theologe.

## Leben
Karol Kuzmány wurde als zehntes (und letztes) Kind des evangelischen Pfarrers Ján Kuzmány († 10. März 1824 in Briesen) und dessen Ehefrau Zuzana geb. Prjewitzká (* 15. April 1766) geboren. In der aus Dalmatien stammenden Familie spielte der evangelische Glaube immer eine bedeutende Rolle, was auch ein Beweis dafür ist, dass die Ahnen von Karol Kuzmány über Generationen hinweg evangelische Pfarrer waren. Karol besuchte zuerst das Gymnasium in Dobschau in Komitat Gemer, danach wechselte er nach Sajógömör um die ungarische Sprache zu erlernen. Theologie studierte er in Preßburg und dann an der Universität in Jena; besuchte darüber hinaus die Universitäten Berlin, Leipzig und Halle und hörte Vorlesungen von Hegel und Schleiermacher. Nach dem Studium arbeitete er zunächst als Lehrer am evangelischen Lyceum in Käsmark. Am 12. August 1830 wurde er von Superintendenten Adam David Lovich in Neusohl zum Pfarrer ordiniert. Danach wirkte er als Pfarrer von 1830 bis 1832 in Altsohl und von 1832 bis 1849 in Neusohl. Er war ein Vertreter des im 19. Jh. üblichen theologischen Rationalismus.
Er gründete 1836 die literarische Zeitschrift Hronka. Dort erschien auch sein Briefroman Ladislav und sein Versroman Bela. Im Revolutionsjahr 1848 verfasste er das hymnische Gedicht Sláva šľachetným, das später von Štefan Fajnor vertont unter dem Titel Kto za pravdu horí ("Wer für die Wahrheit brennt..") in der Slowakei populär wurde. Dieser Hymnus fand auch Aufnahme in das Slowakische Evangelische Gesangbuch. 
Des Panslawismus verdächtigt musste er nach 1848 aus der damals von Ungarn beherrschten Slowakei nach Wien übersiedeln. Als Theologieprofessor lehrt er dort zwischen 1849 und 1863 Praktische Theologie und Kirchenrecht. Am 23. September 1862 wurde ihm die Ehrendoktorwürde der Universität Wien verliehen. Die Wiener Zeitung schreibt Folgendes darüber:
Die k.k. evangelisch-theologische Fakultät zu Wien hat zur Feier des ersten Jahrestages der Verleihung des Allerhöchsten Patents vom 8. April 1861 zum ersten Male von ihrem Promotionsrechte Gebrauch gemacht und mit Genehmigung Sr. Majestät des Kaisers vier evangelischen Theologen unter dem Datum des 23. September d. J. die Doktorwürde honoris causa verliehen, nämlich den Herren [...] Karl Kuzmány, o.ö. Professor an der k.k. evangelisch-theologischen Fakultät und Superintendent zu Wien; [...] Die betreffenden Diplome sind den Herrn am 15. d. M. zugeschickt worden.
Ab 1860 war er Superintendent der evangelischen Kirche in Neusohl.
In Wien arbeitete Kuzmány in der Kommission für slawische juristisch-politische Terminologie unter Pavel Jozef Šafárik mit. Er war Mitbegründer und zweiter Vorsitzender der Matica slovenská – dieses Kulturinstitut wurde 1863 als Ausdruck des slowakischen nationalen Kulturbewusstseins unter ungarischer Herrschaft gegründet. Es gilt als nationale Institution aller Slowaken.
Karol Kuzmány starb nach längerer Krankheit am 14. August 1866 in Bad Stuben. Nach seinem Tod wurden seine sterblichen Überreste nach St. Martin an der Turz überführt. Über seinem Tod schrieb die Preßburger Zeitung folgenden Beitrag:
Man berichtet dem „Wdr.“ aus Neusohl vom 15. d.: Superintendent K u z m á n y  ist gestern im Bade Stubna am 'Typhus abdominalis' gestorben. Karl Kuzmány, Dr. der Theologie, Ritter des Kaisers. russischen St. Annenordens 2. Klasse mit der Krone, des Stanislausordens 3. Klasse, Inhaber der königlichen. preußischen Verdienstmedaille für Kunst und Wissenschaft, erster Pfarrer der evangel. A. B. Kirchengemeinde zu Turocz St. Marton und erster Vizepräsident der slowakischen Matica, war am 16. November 1806 zu Bries im Sohler Comitate geboren.
Die sterblichen Überreste von Karol Kuzmány wurden unter großer Anteilnahme der Bevölkerung am Slowakischen Nationalfriedhof in St. Martin an der Turz zur letzten Ruhe gebettet.

## Familie und Nachkommen
Karol Kuzmány heiratete am 7. August 1832 Caroline Susanne Kellner (* 9. August 1814 in Neusohl, † 28. August 1866 in St. Martin an der Turz). Sie war die Tochter von Michael Kellner eines deutschen Färbers („tinctor“) in Neusohl, der es zu Wohlstand und Ansehen gebracht hatte. In den Oberungarischen Bergstädten lebten in der damaligen Zeit zahlreiche Deutsche und deshalb dominierte dort auch die deutsche Sprache. Aus der Ehe, die als glücklich bezeichnet werden kann, gingen sechs Kinder hervor. Die Kinder wuchsen zweisprachig auf (Deutsch und Slowakisch), auch wenn durch den starken Einfluss der Mutter das Deutsche dominierte und innerhalb der Familie überwiegend Deutsch gesprochen wurde. Wichtige und intime Familienereignisse vermerkte Kuzmány in der Familienbibel, die er bei seiner Ordination erhielt, ebenfalls in Deutsch. So schreibt er nach der Geburt seines ersten Sohnes: Gott der Herr möge ihn erhalten zu Seinen Preis und Ehre.

## Bedeutung

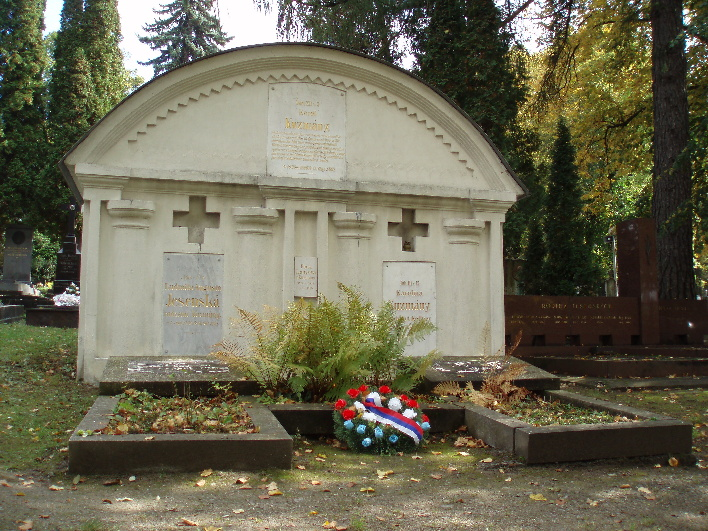
Grab von Karl Kuzmany in Martin

Kuzmány war eine bedeutende Person der slowakischen Kulturgeschichte des 19. Jahrhunderts. Er kämpfte zunächst für die Einheit der tschechischen und slowakischen Sprache, seine frühen Werke schrieb er auf Tschechisch. Als Schriftsteller wird Kuzmány dem Klassizismus zugerechnet, setzte sich aber für die romantische Bewegung ein. So verteidigte er den tschechischen Schriftsteller Karel Hynek Mácha gegen Kritiker. Kuzmány sammelte und edierte slowakische Trauergesänge (Evangelický funebrál 1838), er übersetzte die Werke von Homer, Alexander Sergejewitsch Puschkin und Adam Mickiewicz.

## Ehrungen
Im Jahre 1998 wurde Kuzmány ein Denkmal im Arkadenhof der Universität Wien errichtet.
Im Jahre 2005 wurde Kuzmány (zusammen mit Štefan Moyzes) vor der katholischen Pfarrkirche "Mariä Himmelfahrt" in Neusohl eine bronzene Statue errichtet.
Im Jahre 2006 hat die Slowakische Nationalbank anlässlich des 200-jährigen Geburtsjubiläums von Karol Kuzmány eine silberne Gedenkmünze im Wert von 200.-- Sk herausgegeben.

## Werke
- Běla Versroman (Erstveröffentlichung in Hronka 1, 1836)
- Ladislav Briefroman (Erstveröffentlichung in Hronka 3, 1838)